# Canezza
Canezza (Katetschin tedesco, Caneza in dialetto trentino, Kaneitsch in mòcheno) è una frazione del comune di Pergine Valsugana, in provincia di Trento della regione Trentino-Alto Adige. La località dista 3,66 km dal centro del comune e, con i suoi 647 residenti, è la quinta frazione del perginese per consistenza.

## L'abitato
L'abitato è situato all'imbocco della Val dei Mocheni, alla confluenza tra il rio Rigolor e il torrente Fersina, dove si congiungono anche le due strade provinciali che salgono lungo le due sponde della valle. Canezza, data la sua posizione, gode di un paesaggio montano, infatti, essa è attorniata da un gruppo di montagne appartenente al settore occidentale della Catena del Lagorai.
Il paese si presenta abbastanza sparso ed è composto da alcuni nuclei e masi. I nuclei vengono indicati con i seguenti nomi: Canezza di Sotto, Canezza di Sopra, Portolo di Sotto e Portolo di Sopra. I masi e le loro relative posizioni sono: il Maso Slaifer presso il Croz del Cius, il Maso Girardi e il Maso Drazeri verso Mala e il Maso Molini e il Maso Mesiani verso Frassilongo.

## Storia

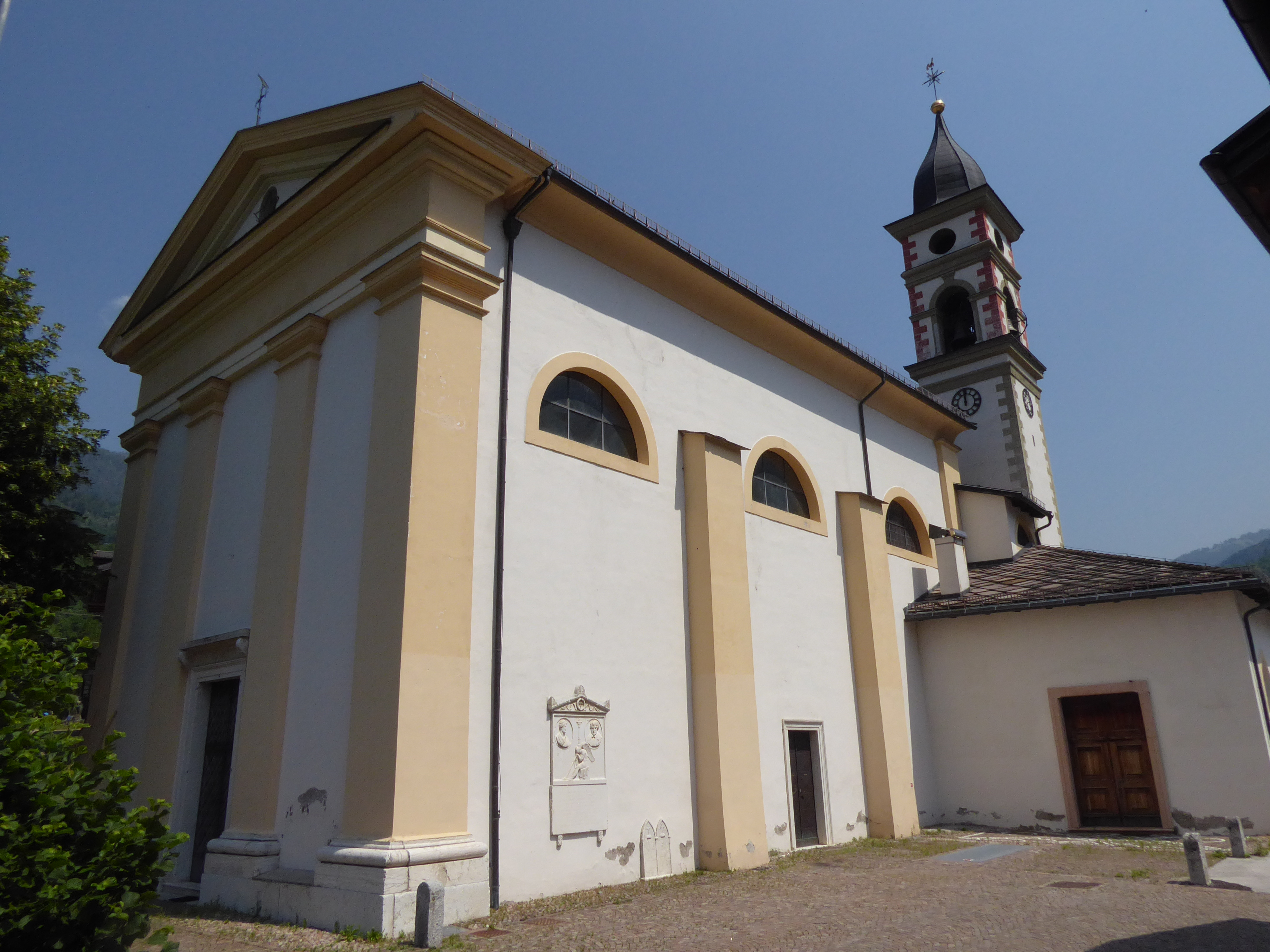
La chiesa di San Rocco

In passato, Portolo e Canezza erano due distinte frazioni, ma fin dal Medioevo costituivano insieme la Regola di Portolo e Canezza, ossia, una comunità amministrativa guidata dal Regolano che veniva eletto da tutti i capifamiglia. Per alcuni anni la rappresentanza della Regola è stata a favore di Portolo, dato che ospitava l'assemblea della comunità. Canezza, infatti, diventò più importante con l'emigrazione di molte famiglie provenienti dalla Valtellina nel XVI secolo, che furono in grado di fare fortuna, trasformando Canezza da piccolo centro in riva alla Fersina, costantemente soggetto alla furia delle piene, a centro economico della Valle.
Per tutto il periodo, a Canezza confluivano gli abitanti della Valle per gli approvvigionamenti e i commerci presso le botteghe artigiane, i mulini ed i negozi della frazione. Lo sviluppo del paese permise la costruzione di argini lungo il torrente Fersina per evitare straripamenti ed inondazioni.
Nel XIX secolo, Canezza, sotto il Governo austriaco, subì alcune trasformazioni da un punto di vista politico ed amministrativo. Le dati più importanti che hanno segnato questi cambiamenti sono riportate qui di seguito:
- Nel 1805, il Governo austriaco dichiarò decadute e proibite le Regole, facendo finire così una consuetudine amministrativa durata secoli.
- Nel 1807, Canezza entrò a far parte del Comune di Viarago, e tre anni dopo finì sotto quello di Mala.
- Nel 1818 (1º gennaio), il Governo austriaco, subentrato ai Francesi nell'ottobre del 1813, istituisce i nuovi comuni fra cui anche il Comune di Canezza con Portolo.
- Nel 1918 (4 novembre), Il Trentino passa dall'Impero d'Austria al Regno d'Italia.
- Nel 1928, il Comune di Canezza viene soppresso e annesso al Comune di Pergine Valsugana.

## Luoghi di interesse
- Chiesa di San Rocco, di stile neoclassico, sorge al centro di Canezza. Essa fu costruita nel XVI secolo e consacrata ufficialmente il 7 luglio del 1852 dal vescovo Venerabile Giovanni Nepomuceno de Tschiderer durante una visita pastorale. La piccola chiesa è stata restaurata successivamente negli anni Novanta del Novecento a causa di uno squarcio del campanile causato da un fulmine di rara violenza il 23 giugno 1989. Ancora oggi essa rappresenta il luogo di culto principale, ma anche un punto di ritrovo per la comunità, infatti, ogni anno il giorno di Santo Stefano, la chiesa di San Rocco ospita il tradizionale concerto di Natale, che ha come protagonisti la Corale Canezza e altri cori provenienti da altri paesi del Trentino.[2]
- Museo degli Attrezzi agricoli ed artigianali della Comunità di Canezza-Portolo, inaugurato nel dicembre del 2000, conserva al suo interno un notevole numero di fotografie che riguardano non solo la Comunità di Canezza, ma anche la Valle dei Mocheni e le varie frazioni appartenenti al comune di Pergine Valsugana. Esso raccoglie anche alcune testimonianze più concrete come gli attrezzi di lavorazione del caseificio, del salumificio, del fabbro, del mulino, del calzolaio, del tessitore e del mondo contadino, in modo da rappresentare e ricordare i lavori di un tempo.[3]
- Museo del Paracarro, ideato da Dario Pegoretti, raccoglie paracarri provenienti da strade che hanno fatto la storia del ciclismo. Ogni pietra è dedicata, infatti, ad un campione di questo sport. Il museo, situato nella parte iniziale della pista ciclabile che da Canezza porta a Palù del Fersina, si trova all'esterno ed è considerato uno dei musei più originali del Trentino-Alto Adige.[4]